# Gmaind (Lengdorf)
Gmaind ist ein Gemeindeteil der Gemeinde Lengdorf im Landkreis Erding in Oberbayern.

## Geografie
Die Einöde liegt ein Kilometer südwestlich von Lengdorf entfernt. 

## Verkehr
Die Bundesautobahn 94 verläuft 200 Meter südlich.